# Ancistroides
Ancistroides is een geslacht van vlinders van de familie dikkopjes (Hesperiidae), uit de onderfamilie Hesperiinae.

## Soorten
- A. armatus (Druce, 1873)
- A. gemmifer (Butler, 1877)
- A. longicornis Butler, 1874
- A. nigrita (Latreille, 1824)
- A. othonias (Hewitson, 1878)